# Altura (Minnesota)
Altura es una ciudad ubicada en el condado de Winona en el estado estadounidense de Minnesota. En el Censo de 2010 tenía una población de 493 habitantes y una densidad poblacional de 63,92 personas por km².

## Geografía
Altura se encuentra ubicada en las coordenadas 44°3′51″N 91°56′37″O / 44.06417, -91.94361. Según la Oficina del Censo de los Estados Unidos, Altura tiene una superficie total de 7.71 km², de la cual 7.71 km² corresponden a tierra firme y (0%) 0 km² es agua.

## Demografía
Según el censo de 2010, había 493 personas residiendo en Altura. La densidad de población era de 63,92 hab./km². De los 493 habitantes, Altura estaba compuesto por el 96.55% blancos, el 0.41% eran afroamericanos, el 0% eran amerindios, el 0% eran asiáticos, el 0% eran isleños del Pacífico, el 2.23% eran de otras razas y el 0.81% pertenecían a dos o más razas. Del total de la población el 10.34% eran hispanos o latinos de cualquier raza.